# 华州 (渤海国)
华州，渤海国的率宾府所领三州之一，依郭州。
华州治所在今在双城子（俄罗斯滨海边疆区乌苏里斯克）；一说即今黑龙江省东宁县大城子古城，旧说在鸭绿江支流佟家江（今浑江）流域。领县不详。辽朝灭渤海，废华州，辽世宗迁华州百姓至今辽宁省北镇市一带，改置康州，隶显州（治所在今北镇西南北镇庙）。